# ユリア・ベック
ユリア・ベック（Augusta Lovisa Julia Beck、1853年12月20日 - 1935年9月21日）は父親がドイツ出身であるスウェーデン生まれの画家である。1880年代のはじめからフランスで活動した。

## 略歴
ストックホルムで生まれた。父親はヘッセン大公国出身の製本業者で、1840年にスウェーデンに移ってきて1851年にスウェーデン人と結婚した人物である。ユリア・ベックは1872年から1878年まで、スウェーデン王立美術院で絵画を学んだ。美術院で一緒に学んだ女子学生たち、エヴァ・ボニエ(1857-1909)、イェニー・ニュストレム(1854-1946)、カーリン・ベーリェー(1859-1928)は親しい友人となった。
1880年代のはじめ、パリに出て、有名な私立美術学校、アカデミー・ジュリアンに入学し、レオン・ボナ、ジャン＝レオン・ジェローム、アルフレッド・ステヴァンスらに学んだ。パリに近い、グレ＝シュル＝ロワンはスウェーデンから修行にきている芸術家が集まっている芸術家村になっていて、ベックはそこで数年間過ごし、多くの知り合いを作った。その後パリ西のヴォークレソンに家を買って、没するまでそこに住んだ。
結婚はしなかった。1934年にフランス政府から、その芸術的活動に対して、レジオンドヌール勲章(シュヴァリエ)が贈られた。

## 作品

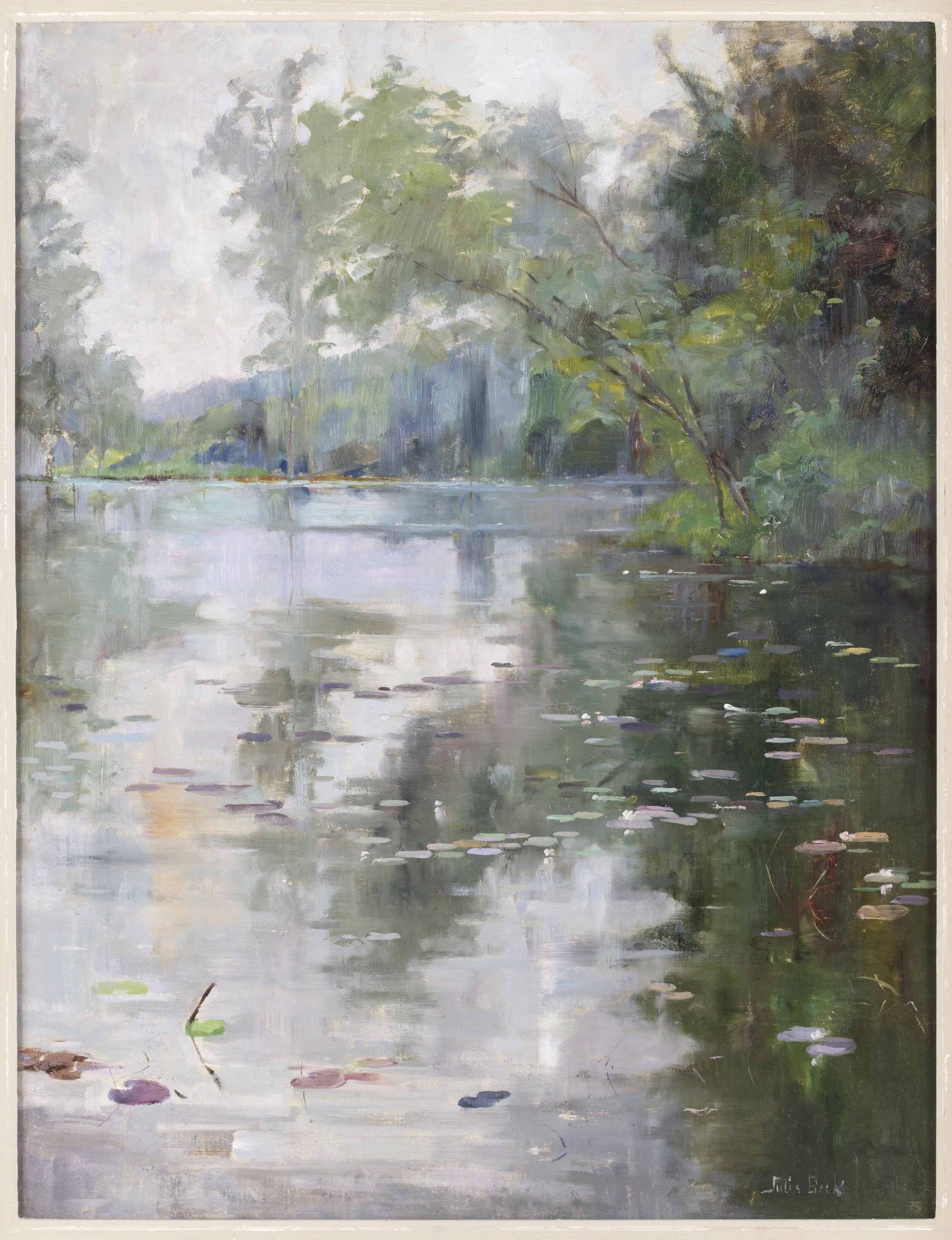
『睡蓮』(c.1887-88)
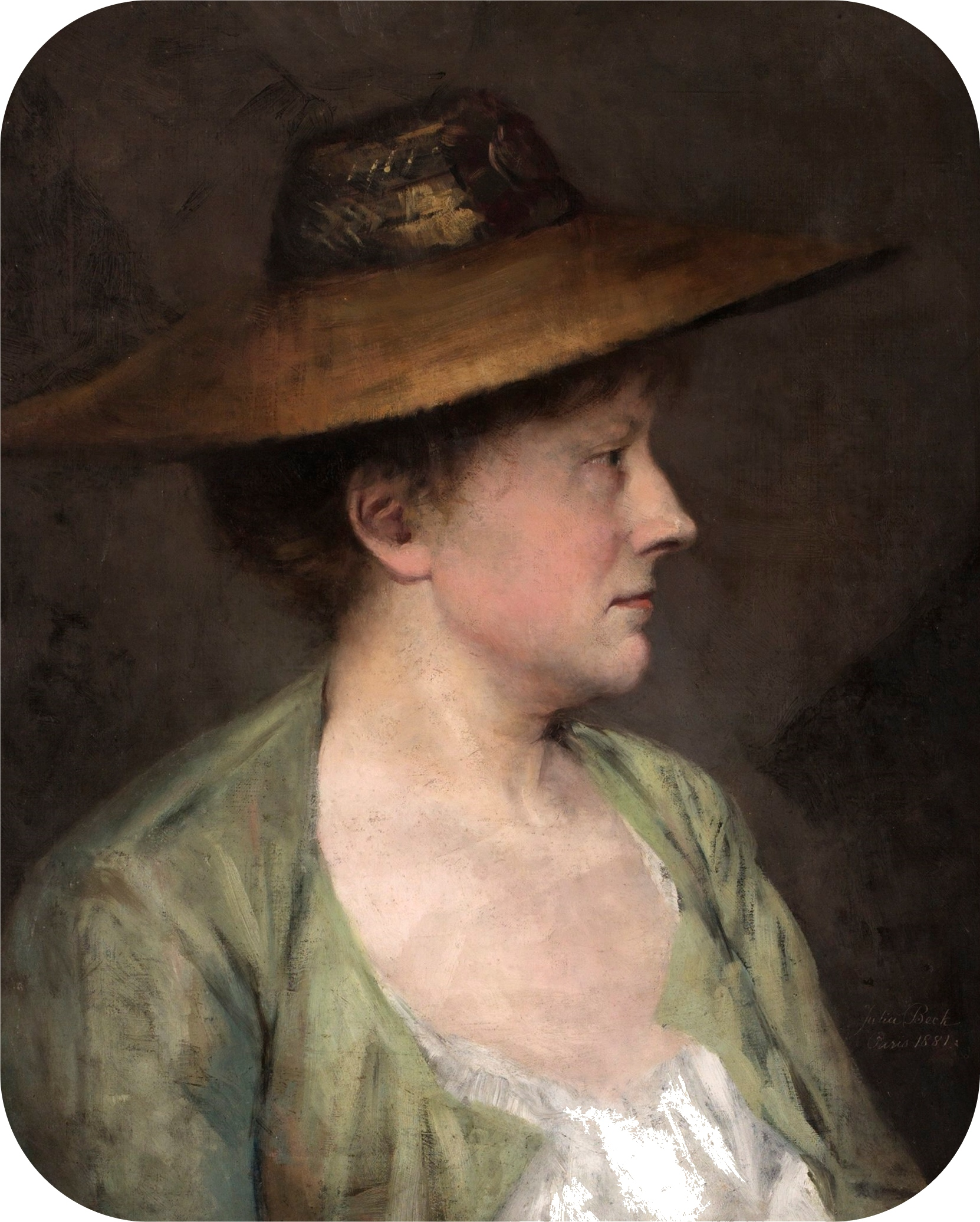
『婦人像』(1881)
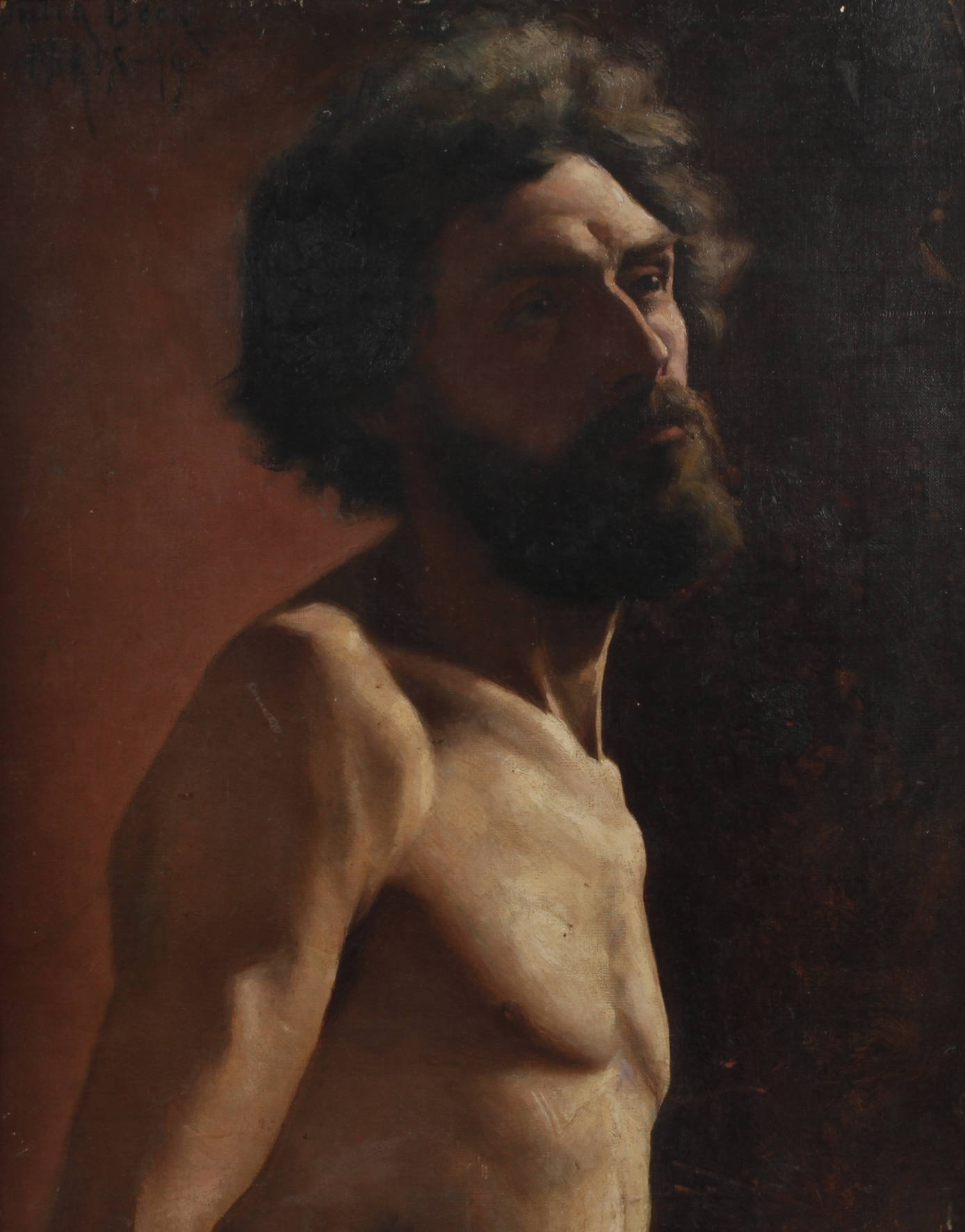
『男性モデル』(1879)
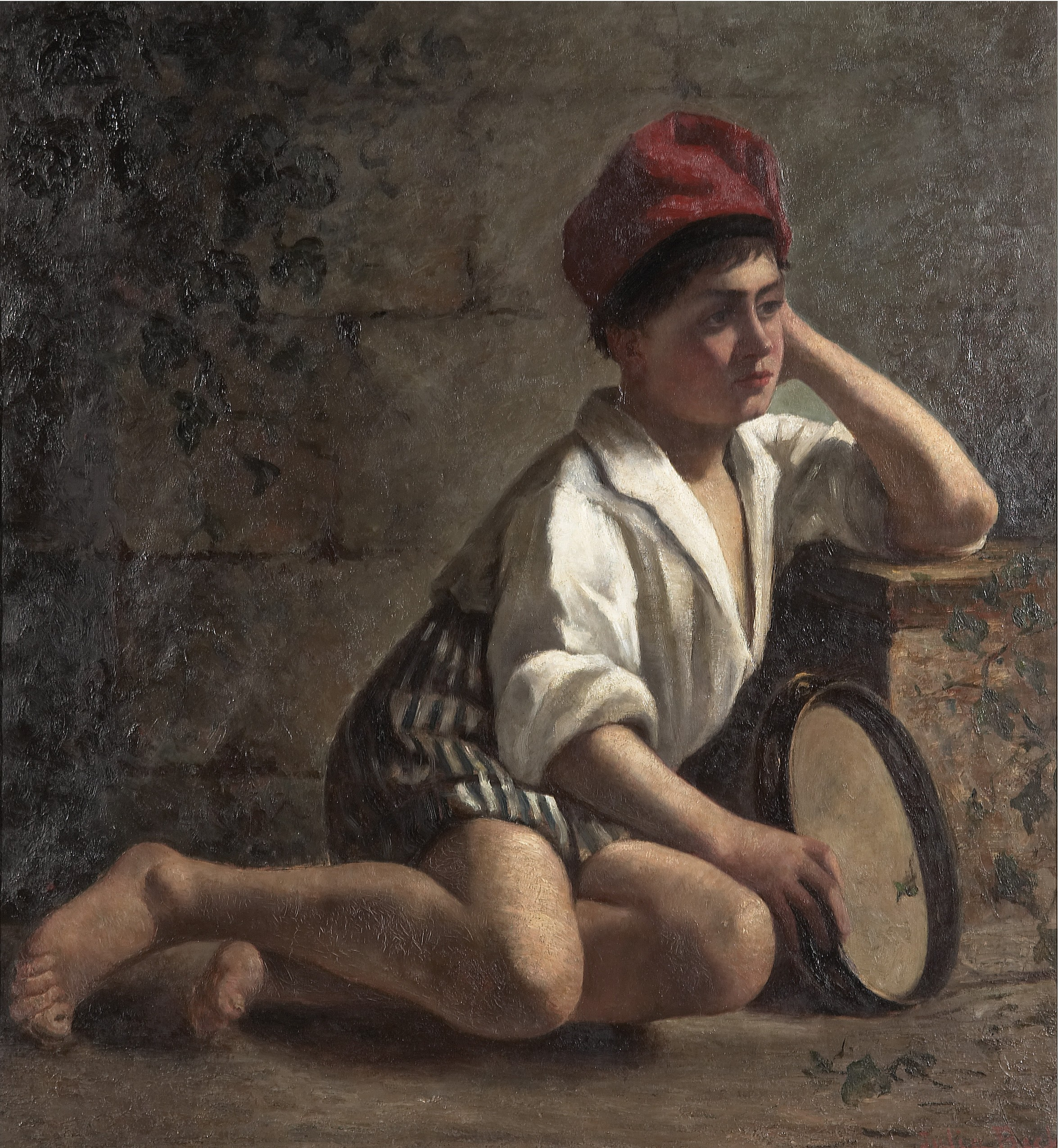
『タンバリンを持つ少年』

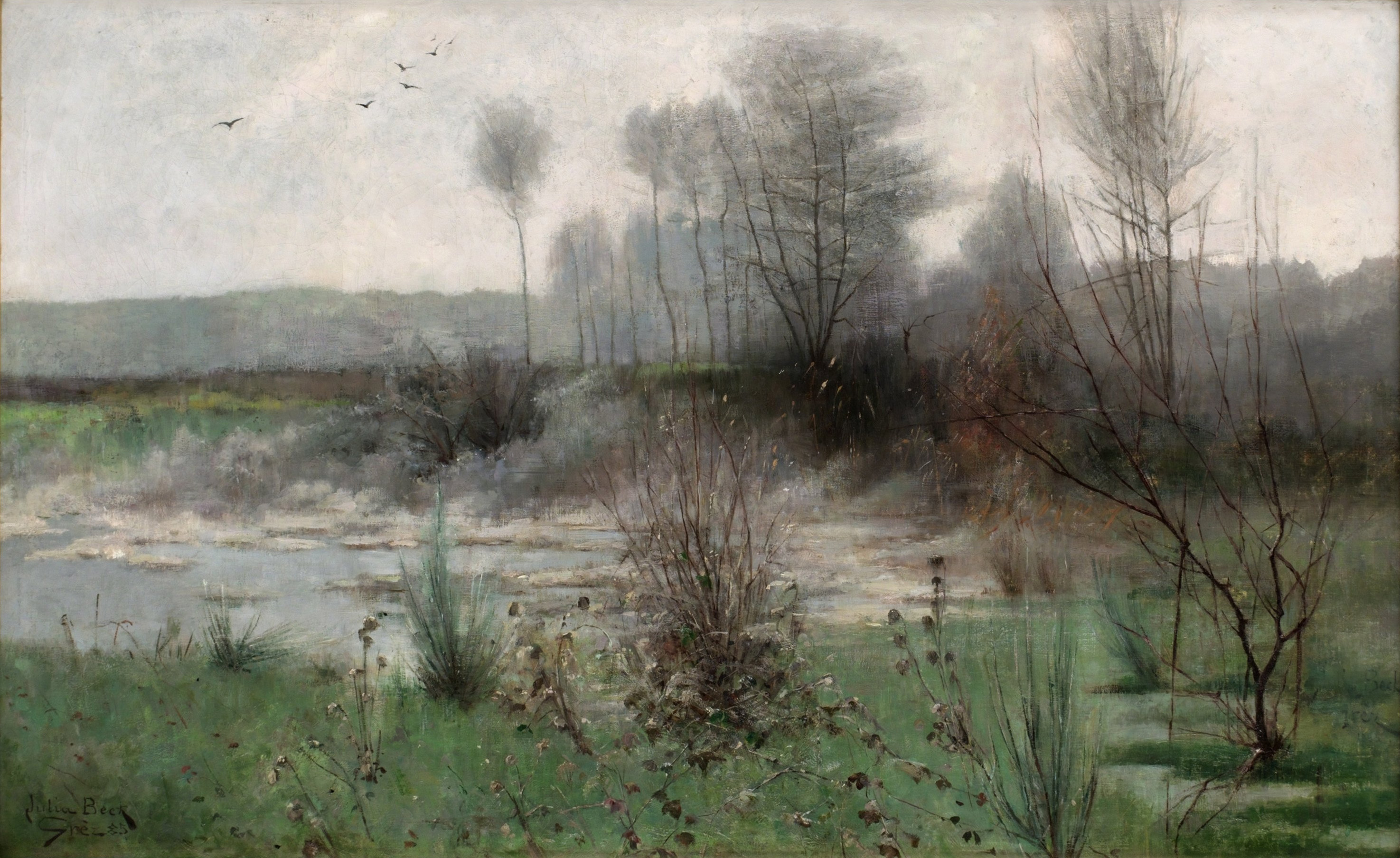
グレ＝シュル＝ロワンの風景
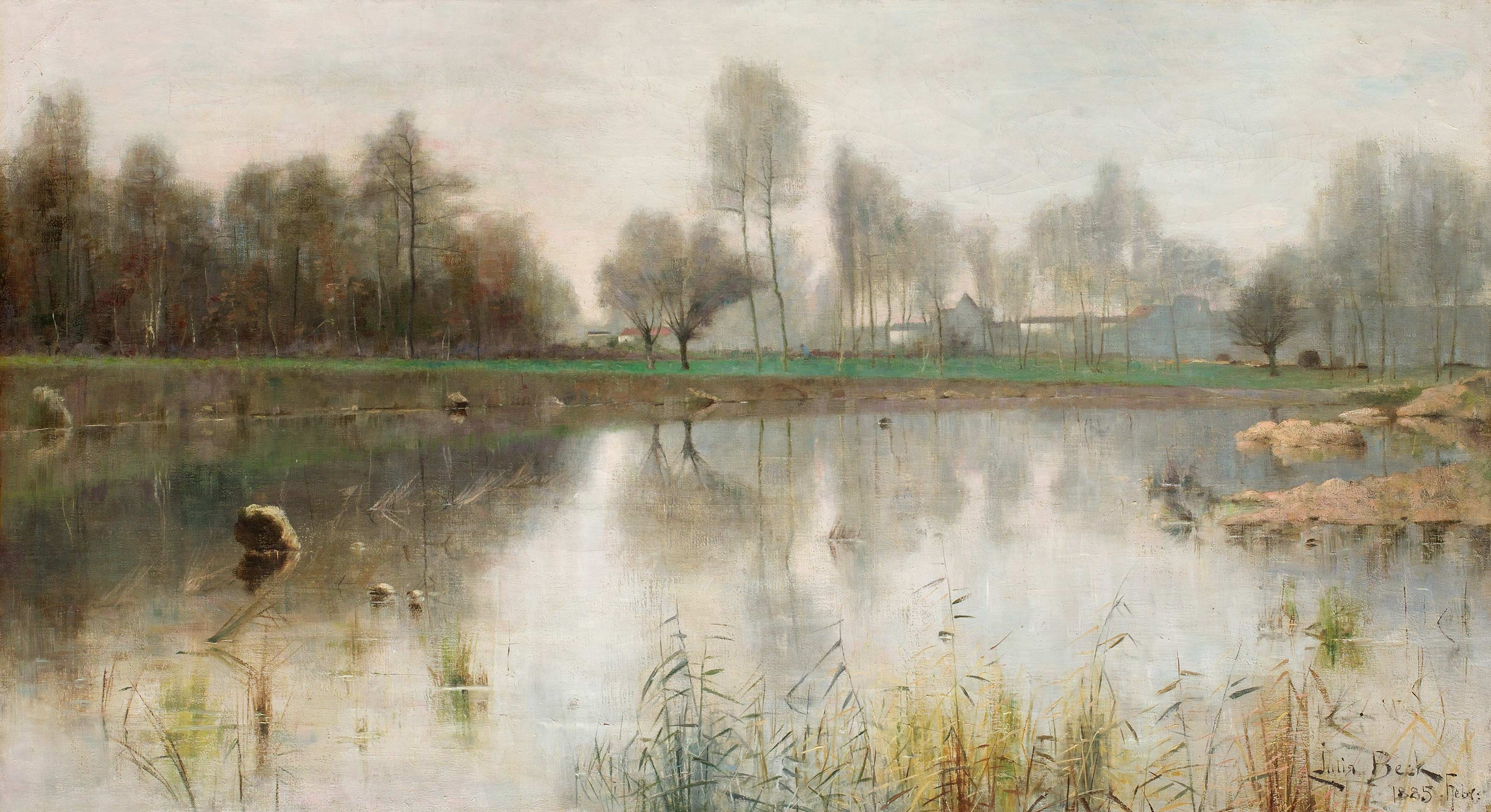
Gréz par nemours